# Chernobyl (Fernsehserie)
Chernobyl ist eine US-amerikanisch-britische Miniserie der Sender HBO und Sky über die Nuklearkatastrophe von Tschernobyl. Die Serie wurde vom 6. Mai bis zum 3. Juni 2019 erstmals ausgestrahlt.
Schöpfer der Serie ist Craig Mazin. Die Regie führte Johan Renck. In den Hauptrollen sind Jared Harris, Stellan Skarsgård und Emily Watson zu sehen. Die bisher wichtigste Auszeichnung für die Serie war der Golden Globe, den Chernobyl 2020 in der Kategorie Beste Miniserie oder Fernsehfilm erhielt.

## Inhalt
Die Serie zeigt die Folgen der Nuklearkatastrophe von Tschernobyl vom 26. April 1986 und stützt sich dabei weitgehend auf reale Gegebenheiten. Zentrale Figuren sind der Wissenschaftler Waleri Legassow, der von der Regierung als Experte nach dem Unglück hinzugezogen wird, und der Politiker Boris Schtscherbina, dem die Verantwortung für die Reaktion auf das Unglück übertragen wurde.

## Episodenliste
| Nr. | Deutscher Titel | Originaltitel                | Erstausstrahlung USA | Deutschsprachige Erstausstrahlung (D) |
| --- | --------------- | ---------------------------- | -------------------- | ------------------------------------- |
| 1 | Episode 1       | 1:23:45                      | 6. Mai 2019          | 14. Mai 2019                          |
| Am 26. April 1988 nimmt Waleri Legassow eine Anzahl Tonaufnahmen auf, in denen er Anatoli Djatlow für die Katastrophe von Tschernobyl verantwortlich macht und Djatlows geringes Strafmaß anprangert. Nachdem er die Aufnahmen außerhalb seiner Wohnung versteckt hat, erhängt sich Legassow. Genau zwei Jahre früher beobachtet Ljudmila, die schwangere Frau des Feuerwehrmanns Wassili Ignatenko, aus ihrer Wohnung in Prypjat eine Explosion im nahe gelegenen Kernkraftwerk Tschernobyl. Im Kontrollraum von Block 4 des Kraftwerks ignoriert in dem Moment Djatlow die Einschätzung von Akimow, Toptunow und anderer Untergebenen, die erkennen, dass der Reaktor explodiert ist. Der Reaktorkern liegt frei, brennt und lässt sich unter keinen Umständen kontrollieren. Nachdem die Feuerwehr an den Ort des Geschehens gerufen wurde, sieht Ignatenko einen anderen Feuerwehrmann einen Geröllblock Graphit aufheben. Kurz danach erleidet dieser Feuerwehrmann nukleare Verbrennungen an seiner Hand. Ignatenko beschließt mit einigen anderen Feuerwehrmännern, das Dach zu besteigen, um von dort aus zu löschen. Wiktor Brjuchanow und Nikolai Fomin erhalten einen Bericht von Djatlow, aber Falschinformationen und übermäßiges Vertrauen in die Konstruktion des RBMK-Reaktors verleiten Djatlow und das lokale Leitungskomitee von Prypjat, den Vorfall gegenüber Moskau herunterzuspielen. Djatlow erkrankt an der akuten Strahlenkrankheit und Anatoli Sitnikow, der auf der Gefährlichkeit des Vorfalls bestanden hat, wird auf das Dach des Reaktors geschickt, um sich noch einmal zu vergewissern. Er erhält eine tödliche Dosis. Als Djatlow ins Krankenhaus gebracht wird, sieht er, wie viele Ersthelfer, auch Ignatenko, mit Anzeichen einer Verstrahlung dort sind. Auf Geheiß von Michail Gorbatschow wird eine Untersuchungskommission einberufen. Boris Schtscherbina teilt Legassow mit, dass er ab sofort als wissenschaftlicher Berater zu dieser Kommission gehört. In den letzten Einstellungen sieht man, wie ein Vogel in der Stadt Prypjat abstürzt und stirbt. |                 |                              |                      |                                       |
| 2 | Episode 2       | Please Remain Calm           | 13. Mai 2019         | 21. Mai 2019                          |
| Sieben Stunden nach der Explosion entdeckt Ulana Chomjuk eine Steigerung von radioaktiven Partikeln in Minsk. Sie leitet daraus ab, dass es einen Vorfall in Tschernobyl gegeben hat. Nachdem ihre Bedenken von einem hohen Parteifunktionär zurückgewiesen werden, macht sie sich selber auf den Weg nach Tschernobyl. In Prypjats überfülltem Krankenhaus findet Ljudmila heraus, dass Wassili mit anderen Strahlenkranken nach Moskau ausgeflogen wurde. In Moskau erklärt Legassow dem Vorsitzenden Gorbatschow, dass die Situation in Tschernobyl ernster sein müsse als dargestellt. Legassow wird mit dem immer noch skeptischen Schtscherbina nach Tschernobyl geschickt. Vom Hubschrauber aus sieht Legassow die Graphit-Trümmer und macht blaue, ionisierende Strahlung aus. Dadurch ist klar, dass der Reaktorkern freiliegt. Schtscherbina ist nun überzeugt und konfrontiert Brjuchanow und Fomin mit den Fakten, die ihrerseits Legassow Falschinformation unterstellen. Aber General Wladimir Pikalow fährt mit einem Dosimeter, das hohe Strahlungswerte messen kann, zum Reaktor und bestätigt die Befürchtung wesentlich höherer Werte. Legassow gibt nun die Anweisung an das Militär, das Feuer durch den Abwurf von Sand und Bor zu löschen. Dabei werden Hubschrauber der Strahlung des Kerns ausgesetzt, einer stürzt durch den Zusammenstoß mit einem Kran ab. Als sich die Nachrichten vom Unfall verbreiten, wird Prypjat schließlich evakuiert. Chomjuk kommt auch in Tschernobyl an und warnt Legassow und Schtscherbina vor dem Risiko einer großen Dampfexplosion, wenn der Kern sich zum großen Auffangbecken unter dem Reaktor durchbrennt. Legassow bittet Gorbatschow um die Erlaubnis einer tödlichen Mission, um das Wasser unter dem Kern abzulassen. Die Mitarbeiter Alexei Ananenko, Waleri Bespalow und Boris Baranow melden sich freiwillig. |                 |                              |                      |                                       |
| 3 | Episode 3       | Open Wide, O Earth           | 20. Mai 2019         | 28. Mai 2019                          |
| Das Wasser im Keller wurde erfolgreich abgelassen, aber nun hat eine Kernschmelze begonnen, die zu einer Kontamination des Grundwassers führen kann. Schtscherbina und Legassow überzeugen Gorbatschow, dass eine Kühlung unter dem Kern erforderlich ist. Dafür werden von Michail Schtschadow Bergleute aus Tula rekrutiert, die von Gluchow angeführt werden. Sie sollen unter extremen Bedingungen und ohne Maschinen einen Tunnel unter dem Kraftwerk bohren. Schtscherbina warnt Legassow, dass sie unter der Beobachtung des KGB stehen. Legassow schickt Chomjuk zum Moskauer Krankenhaus, um die Überlebenden zu befragen. Djatlow verhält sich unkooperativ. Aber sie findet von den Sterbenden Toptunow und Akimow heraus, dass das Kraftwerk explodiert ist, nachdem Akimow die Notfallabschaltung gedrückt hat. Das ist ein Szenario, das für unmöglich gehalten wurde. Ljudmila besticht Mitarbeiter des Krankenhauses und verschweigt ihre Schwangerschaft, um ihren todkranken Mann Wassili zu sehen. Sie missachtet Anweisungen, hält sich länger im Zimmer auf und berührt ihren Mann. Dabei findet Chomjuk Ljudmila und droht damit, alles dem Zentralkomitee zu melden, woraufhin sie von Mitarbeitern des KGB verhaftet wird. Nachdem Legassow interveniert, wird sie wieder freigelassen. Schtscherbina und Legassow tragen dem Zentralkomitee ihren Plan zur Dekontamination vor, der die Mobilisierung von Massen an Liquidatoren erfordert. Währenddessen steht Ljudmila neben den Angehörigen von anderen Toten, die der Strahlenkrankheit erlegen sind. Wassili wird in einem verschweißten Bleisarg in einem Massengrab beerdigt, das anschließend mit Beton versiegelt wird. |                 |                              |                      |                                       |
| 4 | Episode 4       | The Happiness of All Mankind | 27. Mai 2019         | 4. Juni 2019                          |
| Eine alte Frau weigert sich, die Sperrzone um Tschernobyl zu verlassen. Sie erklärt, dass sie auch vor früheren Gefahren nie geflohen sei. Ein Soldat zwingt sie mitzugehen, indem er ihre Kuh tötet, die ihr Milch gegeben hat. Der Einberufene Pawel wird zusammen mit dem Veteranen des Afghanistankrieges Bacho verpflichtet, in der Zone zu patrouillieren und verwahrloste Tiere zu erschießen und einzusammeln, da diese radioaktiv kontaminiert sind. Der Kommandeur der Liquidatoren, General Nikolai Tarakanow, lässt Mondlandefahrzeuge auf dem Dach des Kraftwerks absetzen, um das Dach für den Sarkophag vorzubereiten und die radioaktiven Trümmer zu beseitigen. Nachdem ein westdeutscher Polizeiroboter aufgrund der überhöhten Strahlung nach kurzer Zeit seinen Dienst einstellt, ist Tarakanow gezwungen, 3.828 Liquidatoren aufzubieten. Diese müssen das Dach mit Schaufeln von Hand vom Schutt befreien. Jeder hat aufgrund der tödlichen Strahlung nur 90 Sekunden Zeit, bevor er das Dach wieder verlassen muss. Chomjuk besucht das Archiv in Moskau und konfrontiert Djatlow mit dem Vorwurf, dass die Regierung nicht an der Wahrheit interessiert sei. Bei einem konspirativen Treffen ohne Beschattung des KGB wird Chomjuk von Schtscherbina und Legassow informiert, dass sie als Sachverständige im Prozess gegen Djatlow, Brjuchanow und Fomin aussagen muss. Legassow wird vor der Internationalen Atomenergie-Organisation (IAEA) aussagen. Chomjuk offenbart ihnen einen Bericht über einen ähnlichen, aber harmloseren Unfall im Kernkraftwerk Leningrad aus dem Jahr 1975, der vom KGB zensiert wurde. Sie sagt ihnen auch, dass Ljudmila ein Mädchen zur Welt gebracht habe, das aufgrund der radioaktiven Verstrahlung nach vier Stunden gestorben sei. Chomjuk drängt Legassow dazu, der IAEA die komplette Wahrheit zu erzählen. Schtscherbina rät zur Vorsicht und warnt vor Vergeltungsmaßnahmen der Regierung. |                 |                              |                      |                                       |
| 5 | Episode 5       | Vichnaya Pamyat              | 3. Juni 2019         | 11. Juni 2019                         |
| Nach Legassows Aussage bei der IAEA in Wien, bei der er gelogen hat, wird Djatlow, Brjuchanow und Fomin der Prozess in Tschernobyl gemacht. Schtscherbina wird als erstes aufgerufen, um seine Zeugenaussage zu machen. Er erklärt, wie ein Kernkraftwerk funktioniert. Chomjuk und Legassow bezeugen, wie es zu dem Unfall kam. Dabei stützen sie sich auf die Aussagen der Leute aus dem Kontrollraum. In Rückblenden wird gezeigt, dass der Auslöser des Unfalls ein Sicherheitstest war, der sich um 10 Stunden verzögert hat. Djatlows Ungeduld, den Test durchzuführen, von dessen Abschluss sich sowohl er als auch seine Vorgesetzten Karrieresprünge erhoffen, führt dazu, dass der Reaktor zuerst zum Stillstand kommt und dann aufgrund der deaktivierten Sicherheitsmechanismen durchgeht. Akimow drückt den AZ-5-Knopf, die Notsicherheitsabschaltung, aber eine Schwachstelle in der Konstruktion führt dazu, dass die Kontrollstäbe die Leistung des Reaktors verzehnfachen, bevor er explodiert. Legassow offenbart auch die zensierte Information über den Vorfall im Kraftwerk Leningrad. Damit gibt er zu, dass er bei seiner Zeugenaussage in Wien gelogen hat. Er wird vom KGB verhaftet und informiert, dass seine Zeugenaussage nicht in den Staatsmedien veröffentlicht wird. Zusätzlich wird ihm verboten, mit irgendjemanden über Tschernobyl zu sprechen. Er wird keine Anerkennung für seine Rolle bei der Bekämpfung der Katastrophe erhalten und nie wieder arbeiten können. Das Ende zeigt Bilder und Videoaufnahmen des echten Legassow und weiterer wichtiger Helfer und deren Schicksale. Es werden zudem die anhaltenden Folgen des Unfalls gezeigt. |                 |                              |                      |                                       |

## Entstehung und Veröffentlichung
| Figur                      | Darsteller         | Deutscher Sprecher |
| -------------------------- | ------------------ | ------------------ |
| Waleri Legassow            | Jared Harris       | Romanus Fuhrmann   |
| Boris Schtscherbina        | Stellan Skarsgård  | Detlef Bierstedt   |
| Ulana Chomjuk              | Emily Watson       | Sabine Falkenberg  |
| Ljudmila Ignatenko         | Jessie Buckley     | Anna Grisebach     |
| Wassili Ignatenko          | Adam Nagaitis      | Jeremias Koschorz  |
| Alexander Akimow           | Sam Troughton      | Gerrit Hamann      |
| Leonid Toptunow            | Robert Emms        | Konrad Bösherz     |
| Anatoli Djatlow            | Paul Ritter        | Uwe Büschken       |
| Wiktor Brjuchanow          | Con O’Neill        | Tobias Lelle       |
| Nikolai Fomin              | Adrian Rawlins     | Rainer Doering     |
| Wiktor Proskurjakow        | Karl Davies        | Patrick Keller     |
| Michail Gorbatschow        | David Dencik       | Frank Röth         |
| Scharkow (Žarkov)          | Donald Sumpter     | Rainer Gerlach     |
| General Wladimir Pikalow   | Mark Lewis Jones   | Axel Lutter        |
| General Nikolai Tarakanow  | Ralph Ineson       | Peter Flechtner    |
| KGB-Vorsitzender Tscharkow | Alan Williams      | Thomas Kästner     |
| Anatoli Sitnikow           | Jamie Sives        | Rainer Fritzsche   |
| Alexander Juwtschenko      | Douggie McMeekin   |                    |
| Pawel                      | Barry Keoghan      |                    |
| Bacho                      | Fares Fares        | Sven Brieger       |
| Andrei Gluchow             | Alex Ferns         | Lutz Schnell       |
| Andrei Stepaschin          | Michael McElhatton | Oliver Siebeck     |

Die Produktion begann im April 2018 in Litauen. Die Dreharbeiten begannen am 13. Mai 2018 in Fabijoniškės, einem Wohngebiet in Vilnius, der Hauptstadt Litauens. Der Stadtteil kommt sehr nah an die Atmosphäre der Sowjetunion heran und dient der Darstellung der ukrainischen Stadt Pripyat. Die dicht an dicht gebauten Plattenbauwohnungen dienten als Kulisse für die Evakuierungsszenen. Regisseur Johan Renck gefielen die auffälligen modernen Fenster in den Häusern nicht, er ließ sie aber in der Postproduktion nicht entfernen.
Da eine Vielzahl an Wissenschaftlern mit der Katastrophe sowie der Aufbereitung des Hergangs beschäftigt waren, entschied man sich, die Figur einer fiktiven Wissenschaftlerin zu erschaffen, die symbolisch für die Arbeit aller anderen stehen sollte. Die Figur Ulana Chomjuk wurde auch deshalb ausgewählt, um zu zeigen, dass Frauen in der UdSSR stark in der Gesellschaft vertreten waren und dabei auch leitende Funktionen übernahmen.
Ende März wurde weiter in Visaginas gedreht. Hauptkulisse war das Innere des stillgelegten Kernkraftwerks Ignalina, das wegen seiner optischen Ähnlichkeit zu Tschernobyl ausgewählt wurde. Ignalina wird manchmal als „Schwester von Tschernobyl“ bezeichnet und hatte ebenfalls einen RBMK-Kernreaktor. Ab Anfang Juni 2018 wurde in der Ukraine gedreht, hauptsächlich kleinere Endsequenzen. Die Dreharbeiten zu Chernobyl dauerten insgesamt 16 Wochen.
Die Filmmusik zu Chernobyl wurde von Hildur Guðnadóttir komponiert. Dafür nahm sie im Kernkraftwerk Ignalina, das als Hauptkulisse für die Serie diente, Geräusche auf und fügte diese am Computer zu Klangcollagen zusammen. Diesen Ansatz nennt sie „faktenbasierte Musik“. Der Soundtrack umfasst 13 Musikstücke und wurde am 31. Mai 2019 von der Deutschen Grammophon digital veröffentlicht.
Die Serie wurde vom 6. Mai bis zum 3. Juni 2019 erstausgestrahlt. Die deutsche Synchronisation wurde bei der Scalamedia nach einem Dialogbuch von Robert Golling und unter der Dialogregie von Cay-Michael Wolf erstellt. Im deutschsprachigen Raum war die Serie vom 14. Mai bis zum 11. Juni 2019 beim Sender Sky Atlantic HD im Fernsehen zu sehen und zudem über Sky Ticket abrufbar. Des Weiteren ist sie auch bei Maxdome und Prime Video oder als DVD oder Blu-ray verfügbar. Am 12. April 2021 zeigte ORF 1 in Österreich als deutschsprachige Free-TV-Premiere alle fünf Folgen hintereinander. Ebenfalls ab dem 12. April 2021 folgte an drei aufeinanderfolgenden Montagen die Ausstrahlung bei ProSieben.

## Kritiken
Schon aufgrund des Themas wurde die Serie in der Presse oft besprochen, was sich auch in den Auswertungen von US-amerikanischen Aggregatoren widerspiegelt. So erfasst Rotten Tomatoes 95 % wohlwollende Besprechungen und ordnet die Serie als „Verbrieft Frisch“ ein. Metacritic ermittelt eine Durchschnittswertung von 82/100 Punkten entsprechend „Einhelligem Lob“. Auch viele Zuschauer waren begeistert. Die Serie machte Schlagzeilen, weil sie kurz nach der Ausstrahlung einige Monate lang mit einer Wertung von 9,7 von 10 Punkten die bestbewertete Fernsehserie in der Filmdatenbank IMDb war, Stand Februar 2024 gehört sie mit einer Wertung von 9,3 dort weiterhin zu den Top 5.
Allerdings sahen Kritiker durchaus Schwächen beim Realismus. Die Süddeutsche Zeitung kritisierte besonders die Übertreibung der Gefahren durch den Unfall:

„Doch abgeliefert haben Drehbuchautor Craig Mazin und Regisseur Johan Renck eher ein etwas missglücktes Actiondrama. Dabei ist die fünfteilige Serie eigentlich nicht schlecht gemacht. […] Den Machern gelingt so die erstaunliche schöpferische Leistung, in einer Serie über den schwersten nuklearen Unfall in der Geschichte der Menschheit noch zu dick aufzutragen.“

Der Spiegel sah Parallelen zur Gegenwart:

„Auch wenn die Apparatschicks in ‚Chernobyl‘ zum Teil bis ins Alberne überzeichnet sind, Wiedergänger aus der Mottenkiste des Kalter-Krieg-Films US-amerikanischer Prägung, ergibt die Verengung des historischen Ereignisses auf den Kampf zwischen ignoranter Regierung und warnender Wissenschaft durchaus Sinn. Es geht Autor Craig Mazin wohl weniger um eine akkurate Rekonstruktion des historischen Ereignisses (die verhindert schon die Besetzung mit überwiegend britischen Darstellern) als um dessen Indienstnahme für gegenwärtige Debatten.“

Die Frankfurter Allgemeine Zeitung würdigt die Eindringlichkeit der filmischen Umsetzung und problematisiert mangelnde Technologiefolgenabschätzung und deren Vertuschung:

„[…] die gewaltige energetische, verderbenbringende Wirkung dieser unsichtbaren und daher unheimlichen Kraft zu zeigen, liegt die Meisterschaft dieser Serie. Es sind nicht die naheliegenden, verstörenden und unmittelbaren Vorgänge, wie Verbrennungen ohne Feuer oder die sich übergebenden Menschen. Es sind die visuellen Gefäße und Vehikel, die Johann Renck (Regie), Jakob Ihre (Kamera) und Craig Mazin (Buch) erschaffen haben, um so etwas wie Strahlung sicht- und beinahe schmerzlich fühlbar zu machen: die schwarze Rauchsäule, die feine Asche, die zu den Schaulustigen herüberweht, eine Drossel, die vom Himmel fällt, ein verendetes Reh auf feuchter Erde, Wind, der durch Kinderhaare streicht – stets weiß nur der Zuschauer, wofür diese Dinge wirklich stehen. Es ist nicht so, dass man dergleichen noch nie gesehen hätte, doch das schnörkellose Arrangement der filmischen Mittel und Symbole ist derart dicht und verlässt sich so selbstverständlich auf seine Aussagekraft, dass das Geschehen den Zuschauer mit einer Wucht trifft, die Fluchtinstinkte weckt. Städte werden zu Stillleben, und Räume schnurren auf ihren giftigen Inhalt zusammen. Seit Wolfgang Petersens ‚Das Boot‘ hat kaum ein Bewegtbildangebot mehr eine derartige Beklemmung hervorgerufen. Eine bis ins Detail ausgefeilte Geräuschkulisse, die homöopathisch eingesetzte Schreckensuntermalung durch Musik und Dialoge, in denen vieles unausgesprochen bleibt oder weggeschnaubt werden darf, tragen ihren Teil dazu bei. Zu einer intensiven Erfahrung wird die Serie auch durch das Ungleichgewicht zwischen der Ahnungslosigkeit der Figuren und dem Wissen des Zuschauers um die zerstörerische Strahlung. Wobei auch der Zuschauer kaum weiß, wie und wann sie wirkt. Diese Ahnungslosigkeit reicht bis hinauf an die Spitze der Sowjetunion, zum Generalsekretär des Zentralkomitees, Michail Gorbatschow. … So funktioniert ‚Chernobyl‘ auch heute als Verweis auf das Versagen gesellschaftlicher Technikfolgenabschätzung – in einer Zeit, in der Politik und Gesellschaft erst ansatzweise die mitunter fatalen Folgen absehen, welche die Informations-Vorherrschaft digitaler Kommunikationskonzerne und Plattformen wie Facebook oder Google hat. Auch hier fehlt es an zwingend notwendiger Transparenz.“

Das im angelsächsischen Raum bedeutende Wirtschaftsmagazin Forbes kritisierte die übertriebenen, auf Effekthascherei ausgelegten Darstellungen, ohne einigermaßen seriös und wissenschaftlich die Folgen der Strahlenbelastung darzustellen:

„Ob in der „Bridge of Death“-Szene, der Helikopterszene, mit der Behauptung, dass Strahlung zu Blutungen führe, der, dass ein Kernreaktor wie eine Atombombe explodieren könne oder der, dass die Anzahl der Krebskranken in der Ukraine und in Belarus dramatisch angestiegen sei – was Strahlung und Tod angeht, war das Skript ein fiktionales Historiendrama.“

Der Historiker Serhii Plokhy, Autor eines Sachbuchs über die Nuklearkatastrophe, bescheinigte der Serie, die Lebenswelt der politischen und gesellschaftlichen Bedingungen in der Sowjetunion visuell besser dargestellt zu haben, als alle anderen westlichen und meisten postsowjetischen Fernsehproduktionen, auch wenn sie inhaltliche Fehler enthalte. Die „meisterhafte und anschauliche Darstellung des Kontextes“ sei der wichtigste Beitrag der Serie für das Verständnis der Ereignisse von Tschernobyl und der Herausforderungen im Umgang mit der Kernenergie.
Die russischen Staatsmedien warfen der Serie reflexartig den Standardvorwurf gegen alles Westliche in der russischen Propaganda, nämlich Russophobie vor. Die Serie sei „westliche Propaganda, die die Hirne unserer Jugend vernebelt und diese auf den falschen Pfad zwingt“. Die Rossijskaja gaseta sprach von „Aufspaltung der Hirnzellen“ aufgrund minutiös gesuchter Detailfehler wie verglaster Balkone. Angebliche Fehler wurden aber auch sogleich im Internet als korrekt widerlegt, dies trotz des auch politisch erfolgreichen „Unsrigen“-Konzepts (swoi-tschuscho): Den „Unsrigen“ wird grundsätzlich mehr vertraut als „Fremden“, die per se bestimmt etwas Aufrührerisches im Sinne haben, einfach, weil sie „Fremde“ sind. Also alles, was in Russland nicht funktioniere, dürfe auch heute nicht vom Ausland kritisiert werden, auch wenn die Russen nichts lieber machten, als ansonsten genau darüber zu jammern.
Der Film habe die Russen aus dem „Informationssarkophag“ herausgeholt, schrieb hingegen Andrei Kolesnikow vom Moskauer Carnegie-Zentrum; Moskauer Buchläden meldeten einen vervielfachten Absatz des Buches von Swetlana Alexijewitsch über Tschernobyl.

## Auszeichnungen
Golden Globe Awards 2020 (2 Auszeichnungen, 4 Nominierungen)
- Beste Miniserie oder Fernsehfilm
- Bester Nebendarsteller – Serie, Miniserie oder Fernsehfilm – Stellan Skarsgård

Primetime-Emmy-Verleihung 2019 (10 Auszeichnungen, 19 Nominierungen)
- Outstanding Limited Series
- Outstanding Writing For A Limited Series, Movie Or Dramatic Special – Craig Mazin
- Outstanding Directing For A Limited Series, Movie Or Dramatic Special – Johan Renck
- Outstanding Cinematography For A Limited Series Or Movie – Jakob Ihre
- Outstanding Music Composition For A Limited Series, Movie Or Special (Original Dramatic Score) – Hildur Guðnadóttir
- Outstanding Production Design For A Narrative Period Or Fantasy Program (One Hour Or More)
- Outstanding Single-Camera Picture Editing For A Limited Series Or Movie – Simon Smith
- Outstanding Sound Editing For A Limited Series, Movie Or Special
- Outstanding Sound Mixing For A Limited Series Or Movie
- Outstanding Special Visual Effects In A Supporting Role

Grammy Awards 2020
- Best Score Soundtrack for Visual Media – Hildur Guðnadóttir

Venice TV Award 2019
- Gewinner der Kategorie Beste TV Serie[20]